# Tizanure
Tizanurele (Thysanura sau Zygentoma) (din greaca thysanos = moț de păr;  oura = coadă) este un ordin de insecte primitive apterigote (fără aripi), de dimensiuni până la 2 cm lungime, cu corpul acoperit cu solzi și cu trei apendice caudale filiforme la capătul abdomenului: 2 cerci lungi și cu un apendice caudal median. Trăiesc pe stânci și copaci, pe sub pietre, sub frunzar, iar unele specii se găsesc și în locuințe.

## Descrierea
Printre apterigote, tizanurele sunt forme relativ mari, au de obicei 10-20 mm lungime, dar pot fi specii de 1 mm sau de 50 mm.
Corpul este alungit, turtit dorsoventral, acoperit în întregime cu peri țepoși și cu solzi suprapuși cenușii-argintii, care dau insectei culori și pete diverse. Unele specii nu au solzi.
Se recunosc îndată la exterior prin lipsa aripilor (insecte apterigote). Pe segmentele abdominale se găsesc expansiuni asemănătoare cu aripile, numite paranote, dar nu au nici o legătură cu zborul. Paranotele  sunt premergătoarele aripilor.
Piesele bucale sunt de tip primitiv. Sunt insecte ectognate cu piesele bucale libere externe, ieșite în afară, în sensul că nu sunt înfundate într-un vestibul. La entognate (colembole, proture și diplure), piesele bucale sunt situate într-o înfundătură a capului, numită vestibul. Piesele bucale externe includ mandibulele care se articulează cu capul prin două puncte.
Antenele sunt lungi, setiforme sau filiforme. Ochii compuși sunt mici sau absenți.
La partea posterioară a abdomenului poartă, pe lângă cei doi cerci lungi și puternici, caracteristici, un apendice caudal median între ei, cel puțin tot atât de lung cât cercii. Acest apendice caudal median se numește paracerc sau filamentul terminal (filum terminale). Cei doi cerci și paracercul  servesc la sărit, ca și la colembolele, dar bineînțeles în alt mod.
Abdomenul are segmentele complete, în număr de 11 + telsonul, toate fiind dezvoltate la ecloziune (forme epimorfe). Pe partea ventrală a abdomenului poartă apendice lamelare: saci coxali și stili scurți, dintre care ultima pereche de stili sunt mai alungiți și puternici. Ei servesc la sărit împreună cu cercii și cu filamentul terminal. Stilii se află pe segmentele abdominale 2-9. Lepisma poartă stili pe segmentele 7-9 sau 8-9. Stilii sunt însoțiți de saci coxali, care la lepismatide (Lepismatidae) lipsesc.
Ambele sexe prezintă armătura genitală evidentă, femelele totdeauna cu ovipozitor articulat alcătuit din 4 piese.
Organizația internă este superioară celorlalte apterigote, cum sunt diplurele. Sistemul traheal complet dezvoltat, tuburi Malpighi numeroase. Lepisma are 4-8 tuburi malpighiene. Lepismatidele au 10 perechi de stigme (deschideri a trunchiurilor traheene la suprafața corpului), dintre care 2 toracale și 8 abdominale.

## Habitatul
Tizanurele trăiesc în diferite biotopuri din regiunile calde și temperate, în acestea din urmă căutând locurile mai calde. Câteva specii trăiesc în deșerturile nisipoase. Cele mai obișnuite habitate sunt locurile pietroase, aride, uscate, dar totuși cu oarecare umezeală și cu mult detritus vegetal. 
Se găsesc în litiera pădurilor mai bătrâne, pe trunchiul arborilor sau sub coaja lor, în frunzar, sub pietre, pe stânci, în peșteri, în bușteni putrezi și chiar în pământ. Trăiesc la câmpie ca și la munte; unele forme viețuiesc pe țărmul Mării Negre. 
Unele specii (Lepisma, Thermobia) sunt sinantrope ("domestice") și se găsesc în locuințe, în bucătării. Altele (Atelura) sunt mirmecofile, ducându-și viața în cuiburi de furnici și termite.

## Comportamentul
Tizanurele se ascund sub pietre sau sub frunze în timpul zilei și ies după lăsarea întunericului în căutarea hranei. Ele sunt nocturne, chiar în stadiile larvare. 
Toate speciile aleargă repede. 

## Hrana
Tizanurele sunt omnivore, hrănindu-se cu materiale vegetale putrezite sau uscate și resturi de animale. 
Speciile sinantrope se hrănesc cu materiale din amidon, ca hârtia, legături de carte și mătăsuri artificiale. 
Unele specii mirmecofile sunt cleptobiotice, furând hrana de la furnici. 
Speciile care trăiesc în deșerturi sunt capabili să absoarbă apa prin rect.

## Reproducerea
Tizanurele au o dezvoltare ametabolă (metamorfoză incompletă). Larvele tizanurelor seamănă cu adulții, dar sunt, în general de dimensiuni mai mici.  Tizanurele continua să năpârlească de-a lungul vieții lor și pot trăi până la șase ani. 
Cele mai multe tizanure se reproduc sexual, masculul depunând un pachet de spermatozoizi (spermatofor) pe substrat sub un fir de mătase, care este preluat de femelă cu ovipozitorul. Unele specii sunt partenogenetice. 
Femelele folosesc ovipozitorul lor pentru a introduce ouăle în fisuri și în gunoiul de pe sol. Ouăle sunt eliptice sau ovale, aproximativ 1 mm lungime. Ele sunt moi și albe când sunt depuse, dar după câteva ore devin galbene și chiar brune. 

## Importanța
Speciile sinantrope de tizanure sunt dăunători comuni, cauzând pagube masive a bunurilor de uz casnic hrănindu-se cu pastă de tapet, legături de carte, carton, precum și cu alte produse din hârtie sau cu cleiul din amidon a unor textile.

## Evoluția

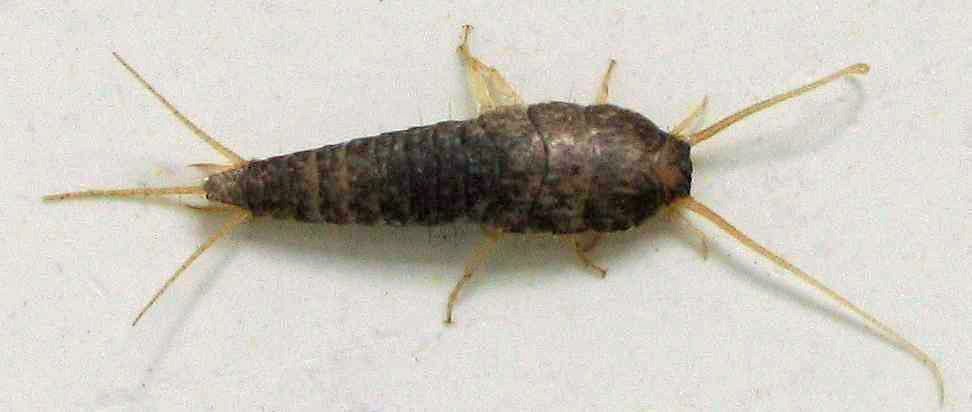
Lepisma saccharina

Fosile de tizanure sunt cunoscute din perioada carboniferului superior, de exemplu Ramsdelepidion schusteri, o tizanură foarte mare de 60 mm găsită în statul Illinois din Statele Unite.
Ordinul Thysanura este considerat un grup soră al pterigotelor (insectele cu aripi), cu care are în comun o articulație dublă între mandibule și cap și o pleuron toracice bine sclerotizat.

## Sistematica

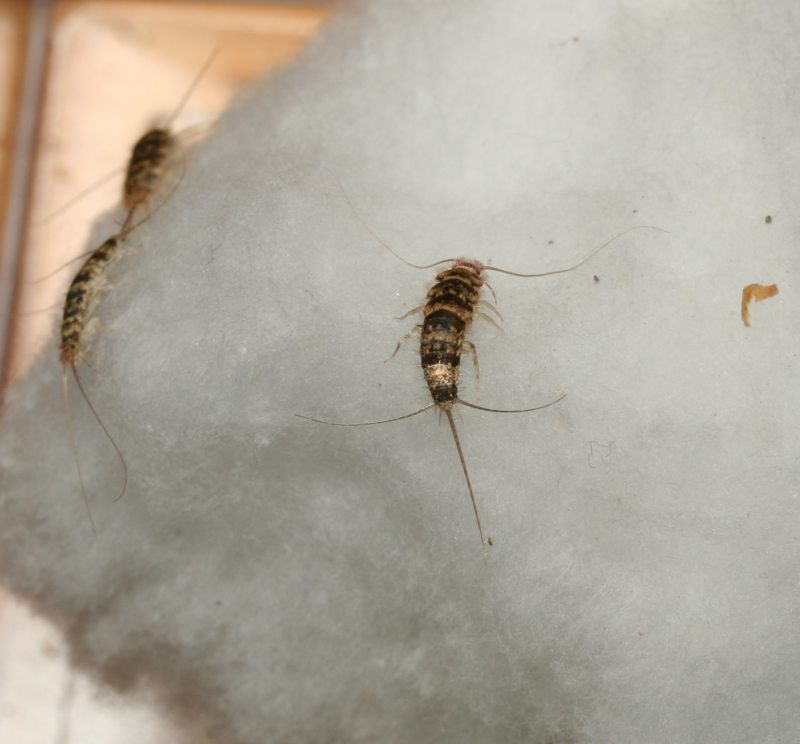
Thermobia domestica

Există aproximativ 370 de specii de tizanure în întreaga lume.
Tizanurele includ patru familii existente: 
- Lepidotrichidae, cu doar o singură specie existentă;
- Nicoletiidae, cu peste 60 specii care trăiesc pe sol, sau sunt subterane, iar unele mirmecofile (trăiesc în mușuroaiele de furnici);
- Lepismatidae, cu peste 200 specii, inclusiv specii domestice comune, care trăiesc în case, magazii, brutării;
- Maindroniidae, cu 3 specii care trăiesc sub pietre.

## Specii reprezentative

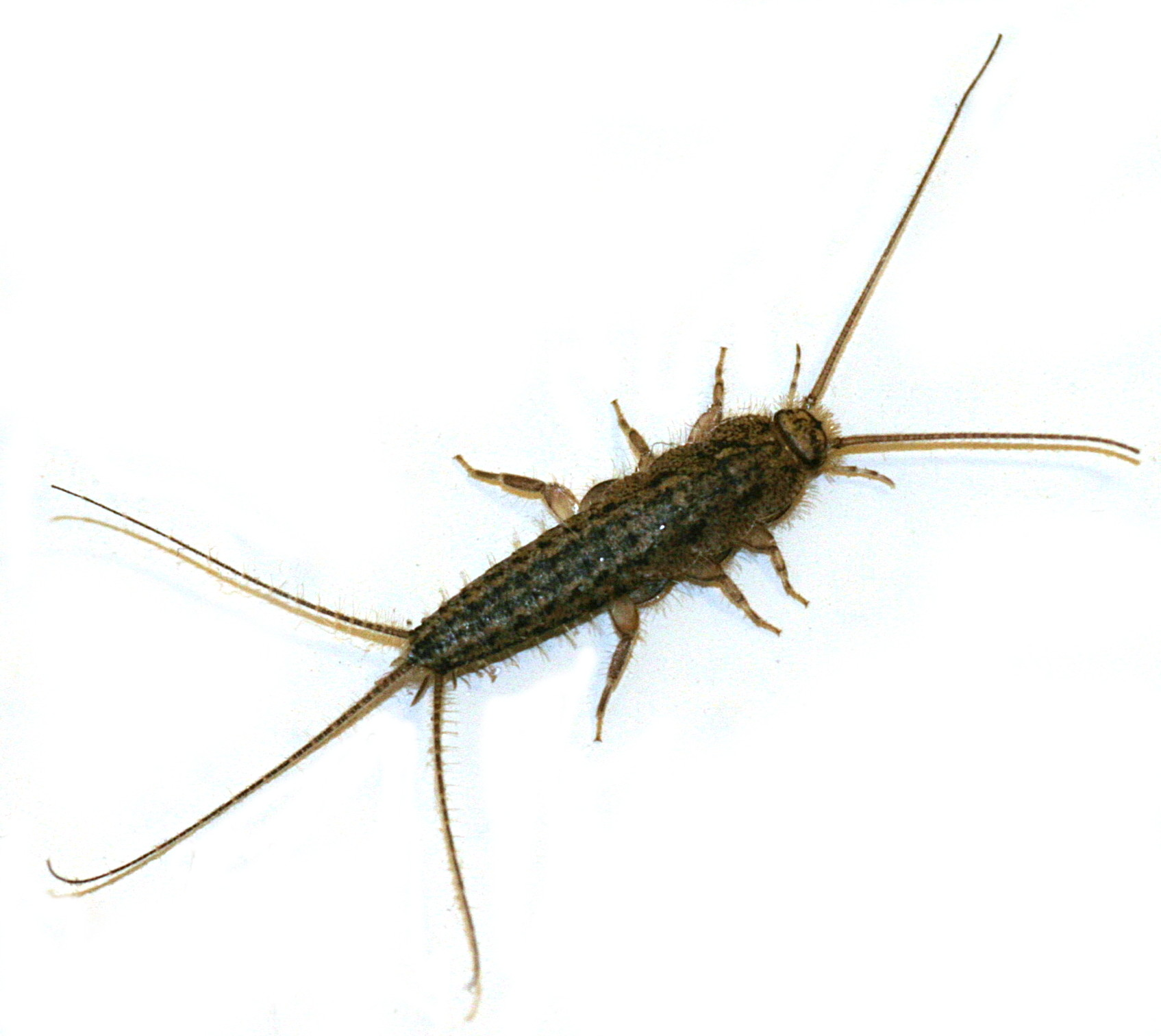
Ctenolepisma lineata

Lepisma saccharina Linnaeus, 1758, numită popular "pește de argint", din cauza solzilor săi argintii care acoperă corpul, uneori culoarea generală fiind cenușie-deschis, brună-negricioasă sau gălbuie. Trăiește în case, în locurile calde ale gospodăriilor. Are corpul turtit dorsoventral. De regulă este o insectă nocturnă și se ascunde în locuri uscate, prin crăpăturile de la tocurile ferestrelor și ușilor. Nu sare, însă fuge foarte repede.
Lungimea corpului de 7-10 mm, iar lățimea de 2-2,5 mm. Corpul se subțiază posterior. Este dăunătoare, căci mănâncă hârtie și distruge mai ales legătura cărților. Este comună în România.
Thermobia domestica Packard, 1873. Se aseamănă mult cu Lepisma saccharina, este însă puțin mai mare, cu corpul mai lat și cu laturile paralele. Trăiește tot în case, magazii, brutării, ca și Lepisma saccharina.
Ctenolepisma lineata Fabricius, 1775. Este o insectă mai mare ca primele două specii, de 10-12 mm lungime și 3,3-3,5 mm lățime. Trăiește pe sub pietre, preferând locuri mai uscate.
Atelura formicaria Heyden, 1855. Are corpul acoperit cu solzi albi-gălbui cu luciu metalic. Lungimea corpului este de 4-6 mm, formă alungit-ovală. Extremitatea abdomenului este trunchiată, cu cercii scurți, neevidenți. Are antene scurte, abia cât lungimea toracelui, și alcătuite din 17 segmente. Trăiește în cuiburi de furnici (Formica, Camponotus, Lasius, Tetramorium,  Leptothorax,  Myrmica  etc.).  Forma  caracteristică  pentru  Europa centrală lipsește în sudul acesteia. Este o insectă comună în România. 
Nicoletia cavicola Joseph, 1882 a fost găsită în peșteri.